# دبليو. س. روبنسون
دبليو. س. روبنسون (بالإنجليزية: W. C. Robinson)‏ هو مربي أمريكي، ولد في 25 أبريل 1861، وتوفي في 1 أبريل 1914.